# 2007年世界短道速滑团体锦标赛
2007年世界短道速滑团体锦标赛于2007年3月17日-2007年3月18日在匈牙利布达佩斯举行。世界短道速滑团体锦标赛由国际滑冰联盟主办，该组织还举办速度滑冰和花样滑冰世界杯和锦标赛。
根据短道速滑世界杯的成绩，排名前八的队伍能够自动获得参赛资格，分为两个半区，每个半区四支队伍。每个队伍有四名选手参加500米和1000米，两名选手参加3000米，还有女子3000米接力和男子5000米接力。单项比赛的前四名分别获得5、3、2、1分；接力比赛的前四名分别获得10、6、4、2分；若是犯规，赋予0分。
每个半区排名第一的队伍进入A组决赛，排名第四的队伍进入B组决赛；剩余四队进入复赛，前两名进入A组决赛，后面两名进入B组决赛。

## 比赛结果
| 项目 | 金牌                                                                                                  | 银牌                                            | 铜牌                                                                                       |
| 男子 | 加拿大 · 弗朗索瓦-路易·特朗布莱 · 让-弗朗索瓦·莫内特 · 夏尔·阿默兰 · 奥利维耶·让 · 马克-安德烈·莫内特 | · 安贤洙 · 金炫坤 · 宋炅泽 · 成始柏 · 金秉俊    | 義大利 · 尤里·孔福尔托拉 · 马可·贝尔托尔迪 · 法比奥·卡尔塔 · 尼古拉·罗迪加里 · 罗伯托·塞拉 |
| 女子 | · 金玟廷 · 边千思 · 陈善有 · 郑恩朱 · 全志秀                                                          | 中国 · 付天余 · 朱米乐 · 程晓蕾 · 周洋 · 孟晓雪 | 加拿大 · 安妮·马尔泰斯 · 安尼克·普拉蒙登 · 卡琳娜·罗白日 · 妮塔·艾弗里斯 · 阿曼达·奥弗兰   |

## 积分排名

### 男子
| 排名 | 国家   | 分数 |
| ---- | ------ | ---- |
| 金牌 | 加拿大 | 43   |
| 銀牌 |        | 33   |
| 銅牌 | 義大利 | 26   |
| 4    | 美国   | 18   |
| 5    | 匈牙利 | —    |
| 6    | 德国   | —    |
| 7    |        | —    |
| 8    | 乌克兰 | —    |

### 女子
| 排名 | 国家   | 分数 |
| ---- | ------ | ---- |
| 金牌 |        | 56   |
| 銀牌 | 中国   | 28   |
| 銅牌 | 加拿大 | 23   |
| 4    | 美国   | 13   |
| 5    | 日本   | —    |
| 6    | 匈牙利 | —    |
| 7    | 俄羅斯 | —    |
| 8    | 義大利 | —    |

## 另请参阅
- 2006年至2007年短道速滑世界杯
- 2007年欧洲短道速滑锦标赛
- 2007年世界短道速滑锦标赛